# Jacques Moureaux
 (juillet 2018).
Si vous disposez d'ouvrages ou d'articles de référence ou si vous connaissez des sites web de qualité traitant du thème abordé ici, merci de compléter l'article en donnant les références utiles à sa vérifiabilité et en les liant à la section « Notes et références ».
Pour les articles homonymes, voir Moureaux.
Jacques Moureaux, né le 8 août 1884 à Paris et mort pour la France le 30 avril 1917 à Bouleuse, est un aviateur français.